# Рожер Гримау
Рожер Гримау Грагера (шп. Roger Grimau Gragera; Барселона, 14. јул 1978) бивши је шпански кошаркаш, а садашњи кошаркашки тренер. Играо је на свим спољним позицијама.

## Каријера

### Клупска
Гримау је сениорску каријеру почео 1996. године у Хувентуда, наставио у екипи Љеиде, а од 2003. до 2011. је играо у Барселони. Од 2011. до 2014. је наступао за Билбао. Последњу сезону играчке каријере провео је у екипи Манресе.

### Репрезентација
Са репрезентацијом Шпаније је освојио сребрну медаљу на Европском првенству 2003. у Шведској.

## Успеси

### Клупски
- Барселона:
  - Првенство Шпаније (3): 2003/04, 2008/09, 2010/11.
  - Куп Шпаније (3): 2007, 2010, 2011.
  - Суперкуп Шпаније (3): 2004, 2009, 2010.
  - Евролига (1): 2009/10.

### Репрезентативни
- Европско првенство:
  -  2003.
- Медитеранске игре:
  -  2001.